# ديريك دبليو. مور
ديريك دبليو. مور (بالإنجليزية: Derek W. Moore)‏ هو رياضياتي بريطاني، ولد في 19 أبريل 1931 في ساوث شيلدز ‏ في المملكة المتحدة، وتوفي في 15 يوليو 2008.